# ظربان مولينا المفنطس
ظربان مولينا المفنطس (الاسم العلمي: Conepatus chinga)، نوع من جنس الظربان المفنطس وينتمي إلى فصيلة الظربان. أعطانه جنوب أمريكا الجنوبية في تشيلي وبيرو وشمال الأرجنتين وبوليفيا وباراغواي وأوروغواي وجنوب البرازيل.